# HMS Victory (1765)
HMS Victory (Ві́кторі, букв. — Корабель Його Величності «Перемога») — один з найвідоміших лінійних вітрильних кораблів світу. Лінійний корабель І рангу належав до Королівського військово-морського флоту Великої Британії. Це був п'ятий корабель королівського флоту з такою назвою, попередній затонув 1744 року під час шторму з усією командою. Був флагманом флоту у битві при Трафальгарі в 1805 році.

## Будівництво
Король Георг ІІ в 1758 році затвердив план будівництва 12 лінійних кораблів на чолі з лінкором озброєним більш ніж 100 гарматами. Був збудований у 1759–1765 роках на верфі Chatham Dockyard за 63 176 фунтів 3 шилінги (близько 50 млн фунтів у нинішніх цінах). На нього пішло 6 000 дерев, з яких 90 % становили дуби. До червня 1759 сер Томас Слейд спроектував корабель на основі досвіду корабля «HMS Royal George». Будівництво корабля такої величини вдалось здійснити завдяки новому сухому доку Old Single Dock. Корабель заклали 23 липня 1759, а після перерви у будівництві завершили 7 травня 1765 р. Назву обрали 1760 року на згадку перемог 1759 року при Міндені на Полях Авраама, бухті Кіберон, під Лагосом під час Семирічної війни. Увійшов до складу флоту 12 березня 1778 року.

## Історія

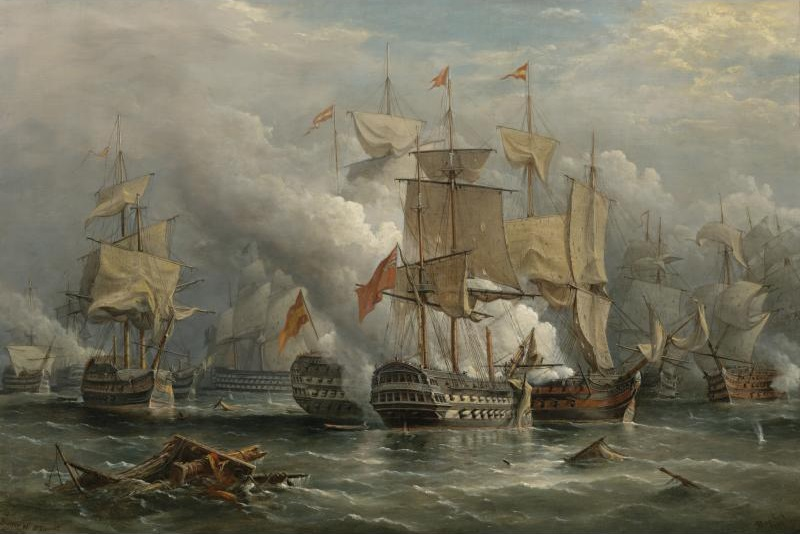
Битва при мисі Сент-Вінсент. Худ. Р. Беех

З 1768 по 1778 рік корабель без щогл перебував у резерві на річці Медуей, у Чатемі, який не був призначений для стаціонування корабля такої величини. Із вступом Франції у війну за незалежність США на кораблі вперше встановили щогли, залізні гармати: 42- та 32-фунтові (30), 24-фунтові (30), 12-фунтові (40), дві 68 фунтові карронади. 12 березня 1778 корабель введено до діючого флоту. У травні на ньому підняв свій прапор адмірал Огастес Кеппель, а капітаном став контрадмірал Джон Кампбелл.
27 липня 1778 року взяв участь у битві біля острова Уессан. У березні 1780 року днище вкрили 3923 мідними листами для захисту від обростання водоростями. У грудні 1781 корабель взяв участь у другій битві біля острова Уессан, а 1797 — у битві біля мису Сент-Вінсент.

У лютому 1798 корабель поставили у Чатемі в резерв й обладнали на шпиталь для поранених полонених французів та іспанців. 1800 року корабель вирішили повернути до діючого флоту й провели ремонт за 70 933 фунти (11 квітня 1803). Було підвищено щогли, встановлено 104 гармати, змінено вигляд корабля заміною кольору амбразур з червоного на чорний, що став обов'язковим на флоті з 1805 року. Через місяць після завершення ремонту корабель вийшов в море, щоб долучитись до флоту в Атлантиці.

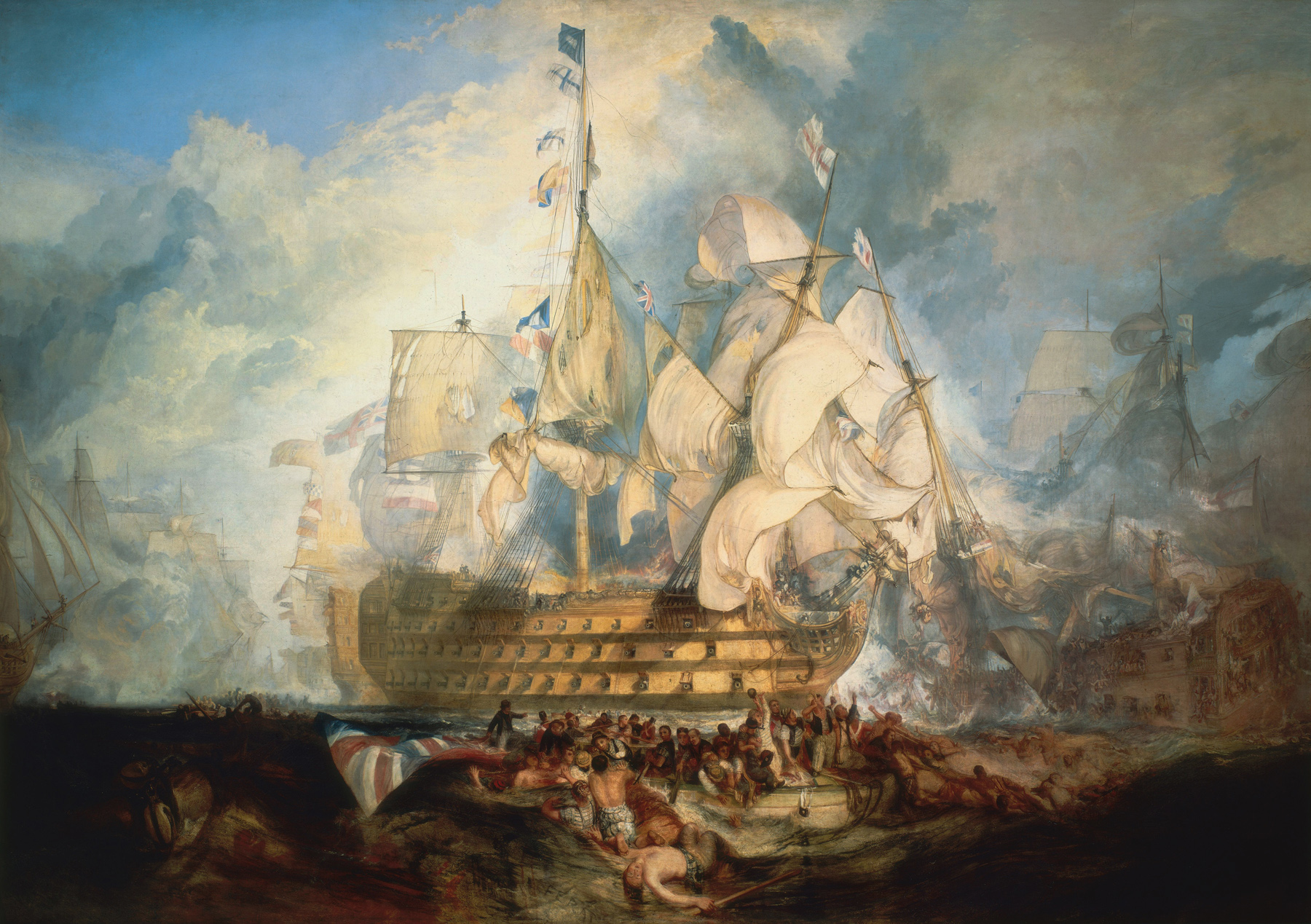
«Victory» в Трафальгарській битві. Худ. В. Тернер

### Битва при Трафальгарі
Адмірал Гораціо Нельсон підняв на кораблі свій прапор 16 травня 1803 року. У квітні прийшла звістка про прорив французьким флотом блокади порту Тулон і намір об'єднатись з іспанським флотом. У серпні 1805 «Victory» приєднався до блокади франко-іспанського флоту в порту Кадіс. У Трафальгарській битві 21 жовтня «Victory» був головним кораблем лівої колони флоту. Вів артилерійську дуель із французьким флагманом «Bucentaure», іспанським «Santísima Trinidad», абордажний бій з «Redoutable», під час якого загинув адмірал Нельсон і 56 моряків, а 102 було поранено.

## Подальша служба

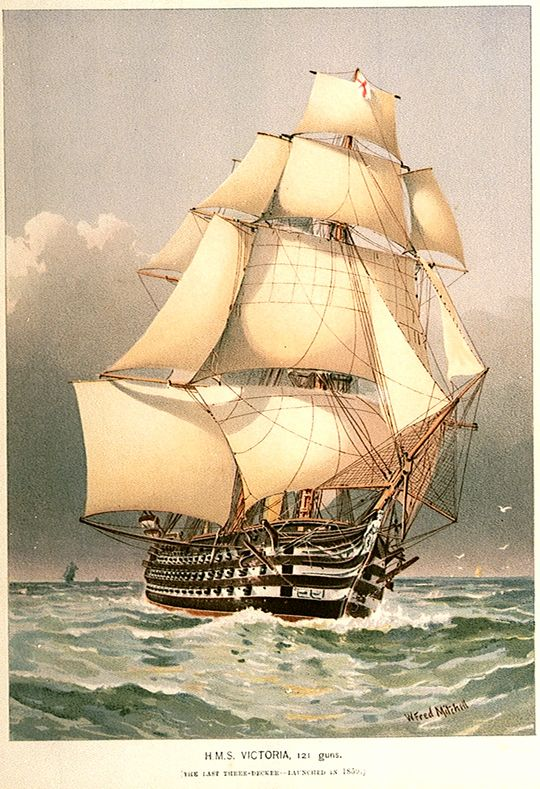
«Victory» на морі

Корабель відвіз до Британії тіло Нельсона, після чого став на ремонт. Застосовувався для блокади Франції, Балтики. 7 листопада 1812 корабель вивели зі складу діючого флоту й перетворили на блокшив у Госпорті. Перший Лорд Адміралтейства Томас Гарді (капітан «Victory» при Трафальгарі) наполягав, щоб корабель було збережено. Його пристосували під Школу Телеграфії Флоту (Naval School of Telegraphy) (1889—1904). Після Першої світової війни заклали фонд для збереження корабля «Save the Victory Fund». 12 січня 1922 корабель поставили на 2 роки в док Портсмута для реставрації, яку 1928 року урочисто завершив король Георг V.
На «HMS Victory» тримає свій прапор Другий лорд Адміралтейства. Щорічно корабель-музей відвідує 350 000 туристів.

## Фотогалерея

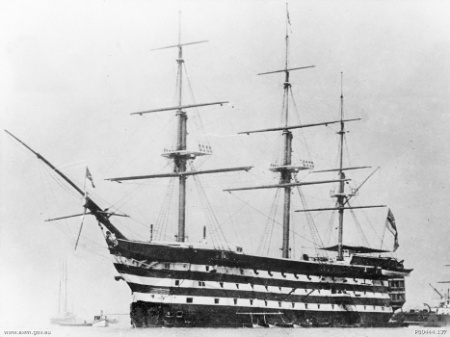
HMS Victory в 1855 році
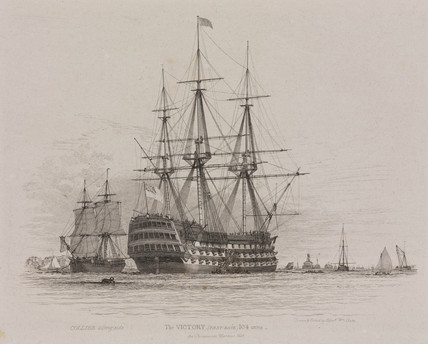
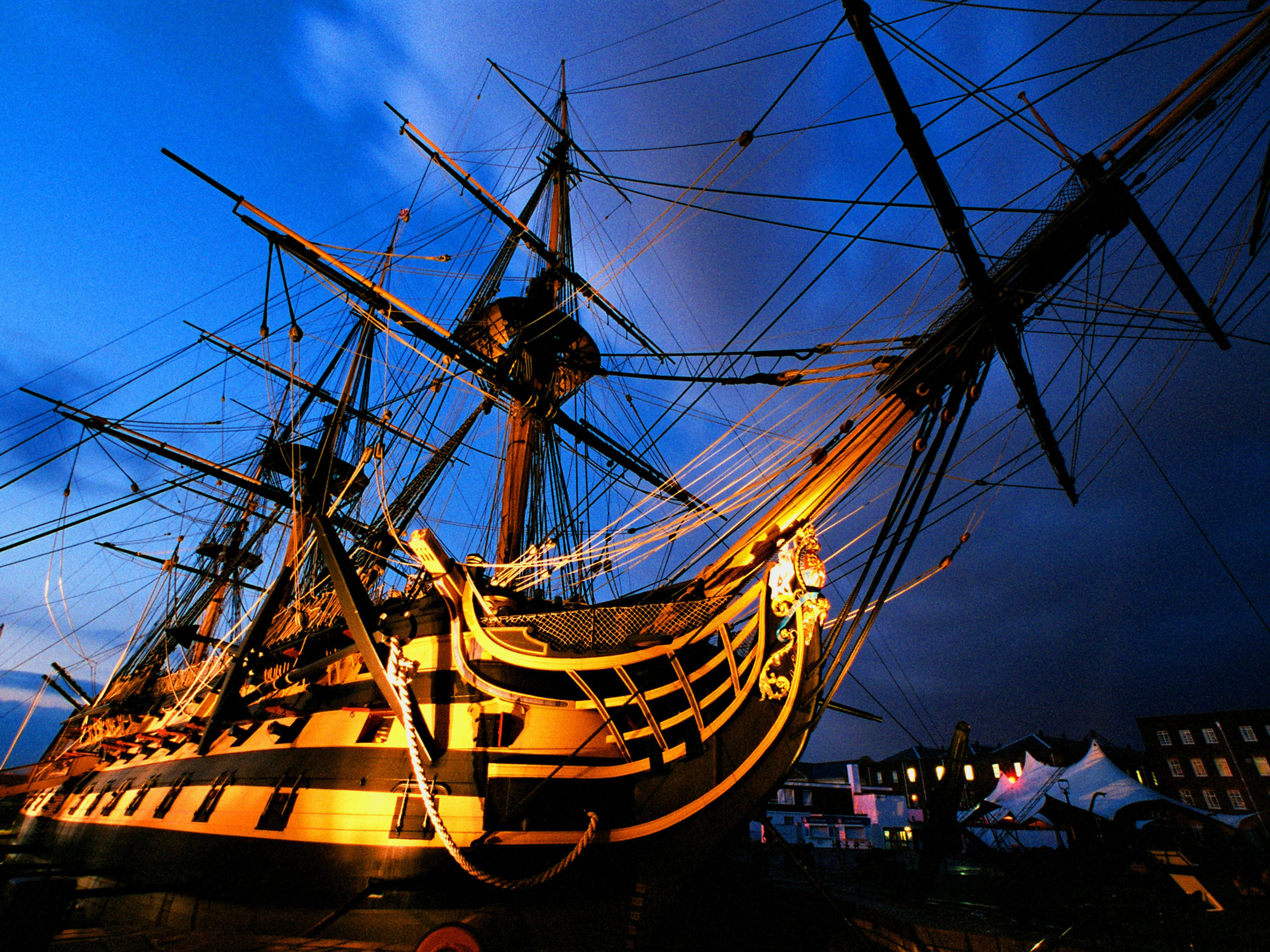
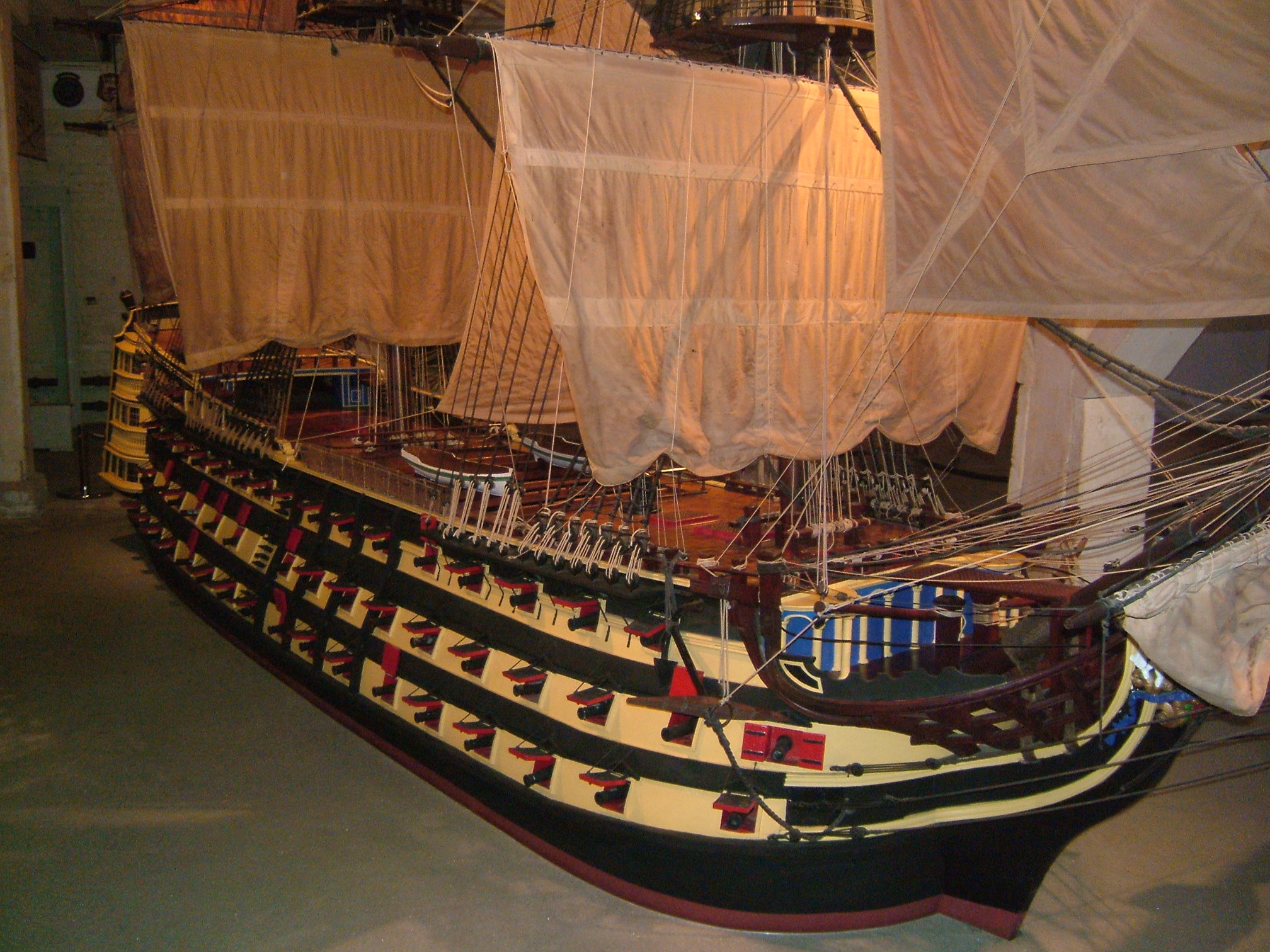
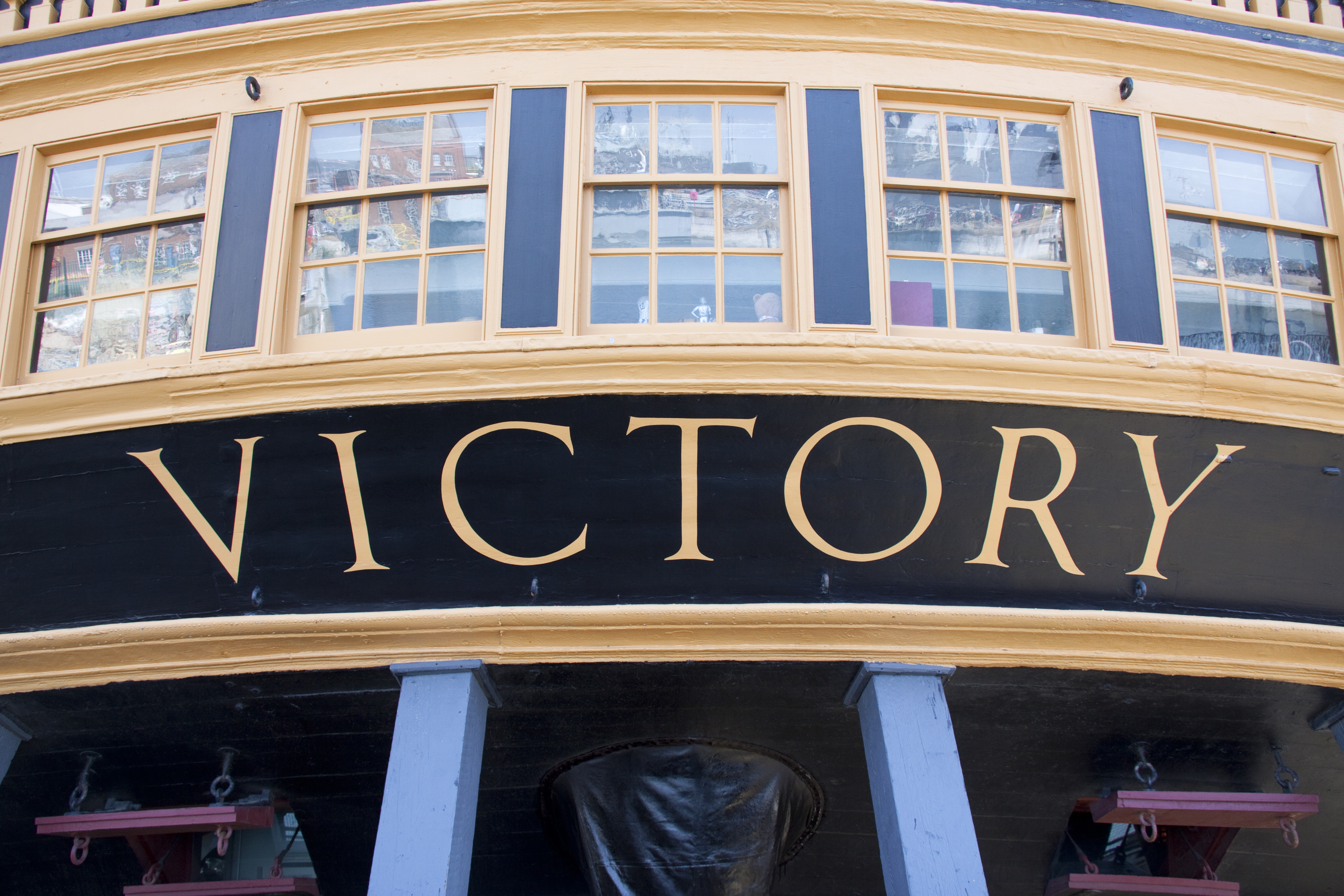